# Мундифарма
Мундифарма (на английски: Mundipharma) е фирмена групировка между независимите и асоциирани в обща група компании Mundipharma International Limited.
Декларираната цел на фармацевтичната групировка е подобряване на здравето и качеството на живот на хората навсякъде по света. През последните 50 години, Мундифарма се превръща в световен лидер в производството на лекарствени препарати за облекчаването на болката (опиоиди), разработването на нови лекарства, като патентова и новите им химически формули. Целта на лекарствените препарати на Мундифарма е облекчаване на хроничната болка за пациентите посредством помощ да подобрят живота си, поне временно (по-голяма част от продуктите на компанията са стоки с възможна двойна употреба – опиоиди).
Мундифарма присъства в онкологията и лечението на дихателните пътища. Според „Таймс“, Мундифарма е едно от 100-те най-добри места за работа в Обединеното кралство. В подобно проучване на най-добрите работодатели в Австрия, Mundipharma е фармацевтичната компания с най-висок рейтинг.
Седалището на Мундифарма е базирано на адрес в Кеймбридж.

### Списък на производителите и разпространителите на Mundipharma
1. PURDUE PHARMA Inc. – производител;
2. NAPP Pharmaceuticals Ltd – Великобритания, производител;
3. BARD Pharmaceuticals Ltd – Великобритания, производител;
4. Mundipharma GmbH – Германия, производител;
5. Mundipharma GesmbH – Австрия, маркетинг за Източна Европа;
6. Mundipharma AG – Швейцария, маркетинг;
7. Mundipharma Medical – Бермуда, притежател на разрешителното.